# Franqueville (Eure)
Franqueville es una localidad y comuna francesa situada en la región de Alta Normandía, departamento de Eure, en el distrito de Bernay y cantón de Brionne.

## Demografía
| 85 | 94 | 116 | 174 | 273 | 256 |
| Para los censos de 1962 a 1999 la población legal corresponde a la población sin duplicidades (Fuente: INSEE [Consultar]) |    |     |     |     |     |

## Lugares de interés
- La iglesia de Notre-Dame, con su nave de origen románico.